# Thaumastochloa rubra
Thaumastochloa rubra är en gräsart som beskrevs av Marc Simon Maria Sosef och De Koning. Thaumastochloa rubra ingår i släktet Thaumastochloa och familjen gräs. Inga underarter finns listade i Catalogue of Life.